# Балашовка (Ровненская область)

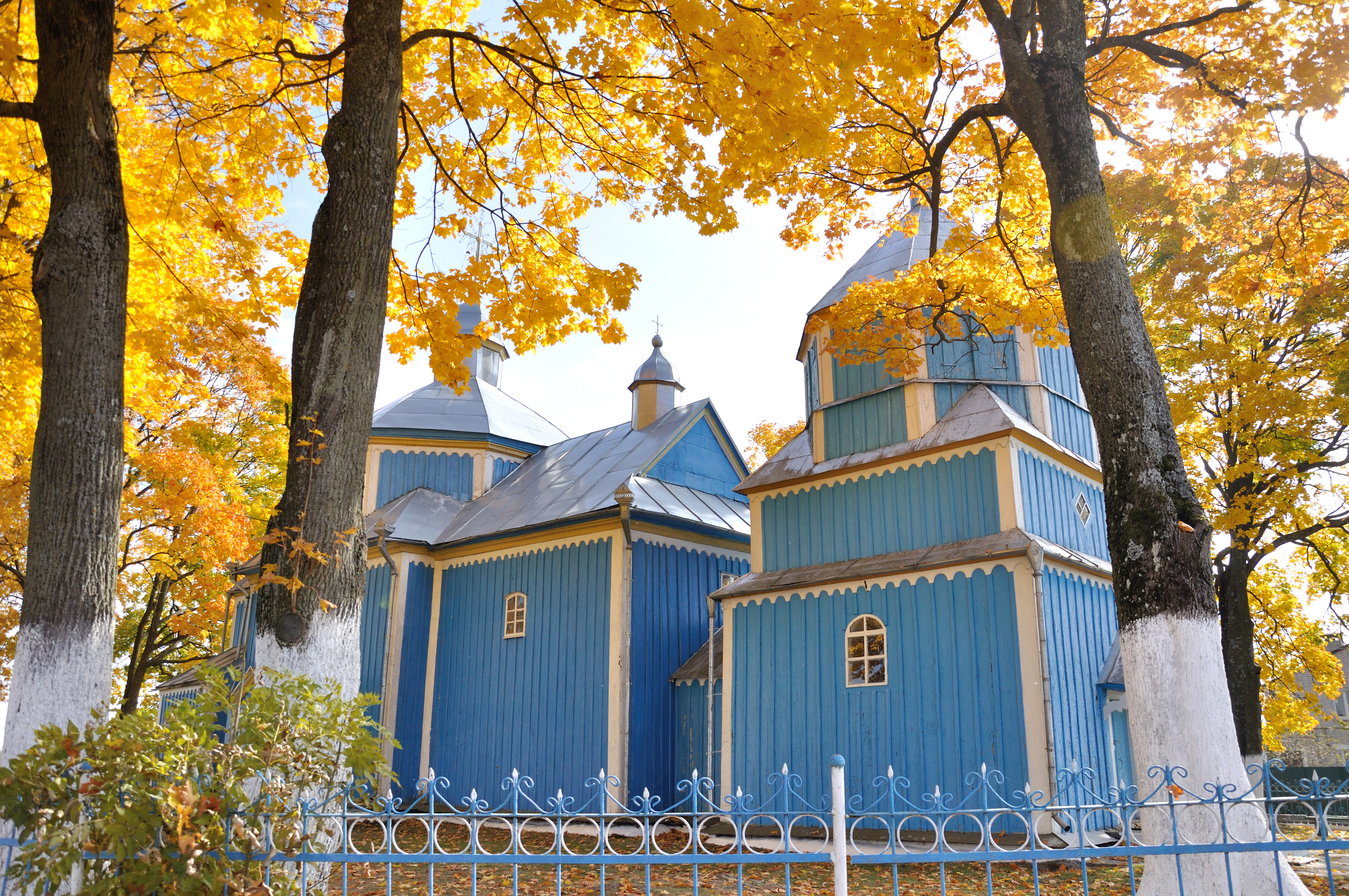
Церковь Иоанна Богослова

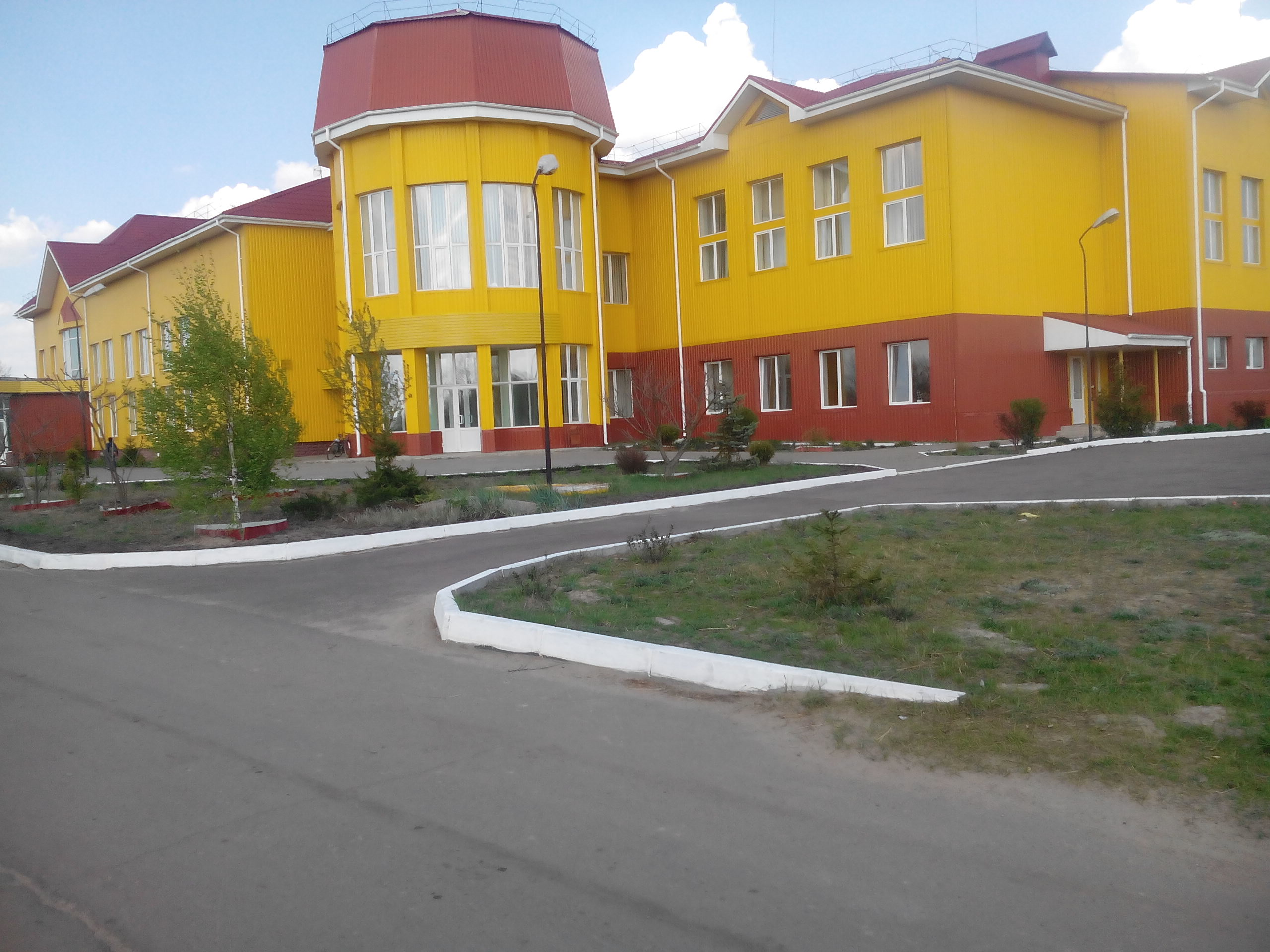
Дом культуры и спорткомплекс

Балашо́вка (укр. Балашівка) — село в Березновской городской общине Ровненского района Ровненской области Украины.
До 2020 года входило в Березновский район.
До ближайшей железнодорожной станции Моквин — 32 км. У села протекает река Комарница.
Население по переписи 2001 года составляло 1751 человек. Почтовый индекс — 34640. Телефонный код — 3653. Код КОАТУУ — 5620480401.